# Brecher-Gletscher
Der Brecher-Gletscher ist ein ausladender und 8 km langer Gletscher in der antarktischen Ross Dependency. In den nördlichen Churchill Mountains fließt er in nördlicher Richtung zwischen den Rundle Peaks und dem Mandarich-Massiv in den Byrd-Gletscher.
Namensgeber ist der deutschstämmig Glaziologe Henry H. Brecher (* 1932), der zur Winterbesetzung der Byrd-Station im Jahr 1960 gehörte und bis 1995 mehrfach zu weiteren Forschungsarbeiten, unter anderem im Gebiet des Byrd-Gletschers, in die Antarktis zurückkehrte.